# Qianleptoneta
Qianleptoneta is een monotypisch geslacht van spinnen uit de  familie van de Leptonetidae.

## Soort
- Qianleptoneta quinquespinata Chen & Zhu, 2008